# Caravia
Caravia és un conceyu de la Comunitat Autònoma del Principat d'Astúries. Limita al nord amb el mar Cantàbric, al sud amb Parres, a l'est amb Ribadesella i a l'oest amb Colunga.
La zona sud del concejo forma al costat dels concejos de Colunga, Piloña, Parres i Ribadesella el Paratge Natural de la Serra del Sueve.

## Història

### Prehistòria
Els vestigis humans més antics trobats en Caravia corresponen al període Paleolític, període en el qual es va començar a treballar la pedra. D'aquesta època són Els Abrics de "Els Vaques" i el de "La Pongueta", situats en les proximitats de la localitat de Duyos. Pròxims a un curs d'aigua i sota un escarpat rocós en el qual l'home del Paleolític va trobar aixopluc. A les proximitats de la Platja de la Beciella, a la desembocadura del riu de los Romeros s'alça el túmul dolmènic de la Beciella, de grans dimensions. A escassa distància d'aquest es troba la Necròpoli de la Tuerba, formada per tres túmuls situats en la rasa litoral.
Les primeres excavacions realitzades en el Picu el Castru, són portades a terme el 22 d'agost de 1917, per Aurelio de Llano, trobant en el primer tall de terreny una fortificació prehistòrica, localitzada a 380 m d'altitud i a solo dos quilòmetres del mar. Aquesta fortificació tenia 225 m de perímetre. Des d'aquest castro s'albirava el mar i la muntanya, sent el lloc de vigilància de la zona de Caravia i Colunga. S'accedia a ell per mitjà d'una rampa en ziga-zaga i en el seu interior es distribuïen les barraques de planta rectangular de 4 per 3 m, separats unes d'unes altres per uns 90 cm. En el castro de Caravia, segons relata Aurelio de Llano en "El Libro de Caravia" es van trobar juntament amb les eines de treball i d'utensilis domèstics, els adorns femenins: fíbula de bronze i de ferro, arracades i comptes de collarets. És de destacar la fíbula de bronze que representa un cavallet, decorada amb línies de punts en baix relleu. Segons Aurelio de Llano el castro es remunta a l'edat del bronze (2500 a 900 aC). Totes les peces procedents de l'excavació es troben actualment en el Museu Arqueològic d'Astúries.

### Època Romana
Del període romà solament existeix a Caravia una única peça encara que de gran importància, coneguda com a Estela de Duesos. L'estela va ser descoberta a l'exterior de l'església de Duesos i està tallada en un bloc de quarsita. És freqüent l'existència d'aquestes peces pròximes a esglésies cristianes o bé encastades en la fàbrica de les mateixes a causa de la cristianització de llocs de culte pagà. És un fragment de deixant anepigràfic i decorat per les seves quatre cares. La decoració es divideix en registres, i la capçalera es reserva, per a un o diversos motius astrals. El més repetit és l'esvàstica múltiple de ràdios corbs. Es relaciona amb el grup d'esteles romans però manté tradicions indígenes asturs. Entre els materials extrets del castro existeixen exemples de decoració similar a la de l'estela.

### Època Medieval
En l'època Alt Medieval, ja hi ha fonts escrites que fan referència a aquest espai, però dintre de la unitat geo-administrativa de Colunga. Però el germen diferenciador de Caravia dintre de les terres de Colunga, seria el monestir de Santiago, situat en el Ríu los Romeros i fundat pel comte Munia Roderici amb el maldom del Ca, i del que són conegudes les seves disputes amb el prevere Gevoldo. Hi ha altres documents més tardans en els quals Ferran II de Lleó dona al monestir de Santiago de Caravia a la influent església d'Oviedo, aquest mateix document indica la pertinença de Caravia al territori Colungues. No va anar fins a Alfons IX de Lleó, que va ser qui va fer lliure al vedat del monestir de Santiago de Caravia, amb tots els seus "béns i homes" donant-lo a la Mitra Ovetenca, en canvi d'uns terrenys que aquesta tenia en l'actual Ribadesella.
En la baixa edat mitjana ja apareixia el territori de Caravia com una vall independent de les terres de Colunga, tenint a partir d'aquesta etapa, poques notícies de la vida d'aquesta comarca, creient-se que a la fi del segle xvi el monestir estigués en ruïnes no podent trobar documentació que ens serveixi.

### Època Moderna
En l'època Moderna, es desconeix com es va desvincular aquest concejo de la Mitra Ovetenca, però sí que es té constància que en el segle xvi, el municipi va caure sota la ingerència de les principals famílies: Catre, Ruiz de Junco, Cangas, etc., fins al segle xvii, que els càrrecs passen a ser ocupats lliurement. La segona meitat del segle xviii, porta una sèrie de novetats i avanços com va anar la concedida per la Junta General del Principat d'Astúries als concejos de Caravia i Parres, per a les obres d'obrir el pas del Fitu, en aquesta època també va rebre el seu nou ordenament municipal.

### Seglexixendavant
Ja en el segle xix s'inicia amb la guerra de la Independència que no va tenir fets destacables, solament les successives invasions i la labor guerrillera de les gents del lloc. Amb les reformes administratives liberals, va estar a punt de ser inclòs en terres de Colunga però l'ajuntament i els seus habitants van remetre una carta a la reina Isabel II lluitant per la seva independència, cosa que van assolir.
En el segle xx, i durant la Guerra Civil espanyola, aquest concejo queda immers en la zona republicana, fins que les tropes nacionals van creuar la regió, trencant la resistència miliciana del cinturó del Sella. Aquest segle va estar marcat per les explotacions de l'espato-fluor que converteix Caravia en un centre receptor d'emigrants fins al tancament de les mines en la dècada dels vuitanta. Així, aquest concejo va haver de plantejar-se una nova conversió econòmica, intensificant el seu sector ramader i explotant un nou sector, el turístic, en el qual qui ho visita gaudeix de les dues característiques més important del panorama asturià, mar i muntanya.

## Geografia

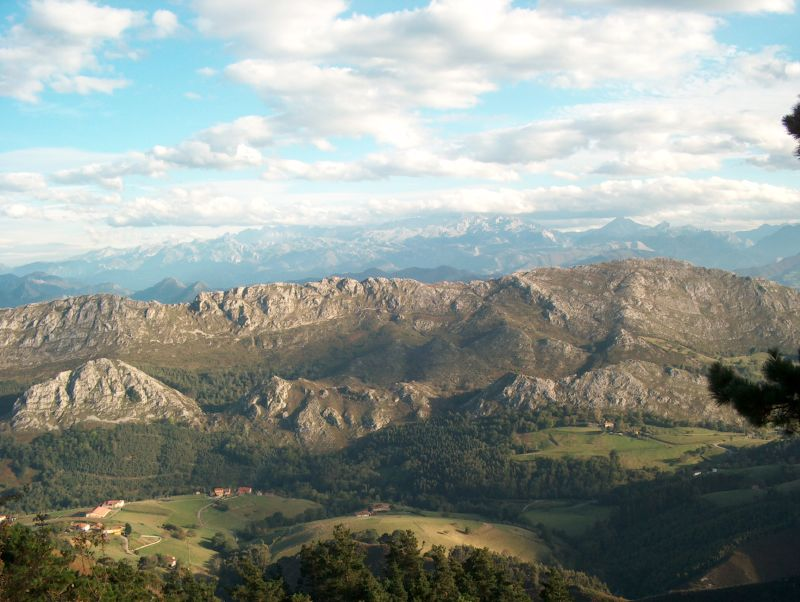
Vista de la Sierra del Sueve

Caravia és el tercer concejo més petit d'Astúries. Els seus principals nuclis de població són Prado (Prau en asturià), Duesos i Duyos. Està a uns 68 km de la capital del Principat i les seves principals vies de comunicació són la N-632 que és el seu eix bàsic comunicant-la d'est a oest i l'AS-260 que uneix Colunga amb Arriondas, així com l'A-8,que la uneix a Oviedo i Gijón en menys de 30 minuts.

### Relleu i orografia
El relleu és poc accidentat, amb abundants planícies i pendents no excessives, és un municipi d'àmplies valls amb sòls fàcilment cultivables. AL sud estan els seus majors cims, amb El Fito (631 m) com cota màxima. AL nord destaquen les seves tres platges: La Beciella, El Arenal de Morís i La Espada, que s'alternen amb grans penya-segats en la costa. La resta del concejo no presenta grans pendents ni desnivells, amb una orografia poc accidentada. El seu principal curs fluvial és el riu Los Romeros.

### Clima
El seu clima és suau, temperat i humit. El seu pluviosidad és moderada i la seva temperatura va dels 4 a 9 graus a l'hivern als 20 a 22 graus a l'estiu. Tot el seu sector centre sud, està catalogat com a Paisatge Protegit de la Sierra del Sueve que inclou els municipis de Colunga, Piloña, Parres i Ribadesella.

## Parròquies
El concejo de Caravia està dividit en dues parròquies rurals:
- Caravia Alta (en asturià: Caravia l'Alta)
- Caravia Baja (en asturià: Caravia Baxa)

## Evolució demogràfica
La seva població va ser sempre petita, en part a causa de la seva grandària i a la seva pròpia economia, basada en la tasca agrícola i ramadera. Aquest concejo va tenir constants oscil·lacions però sempre rondant el miler d'habitants, la seva quota màxima l'arriba a en 1910 i a partir de 1980 la seva població descendeix un 28,2% a causa del tancament de les mines de fluorita. Va tenir un procés d'emigració dirigit cap a Mèxic, Cuba i Argentina, com cas anecdòtic, direm que la repatriació de divises va donar lloc a una gran activitat constructora en el concejo. El grup més nombrós de població el constituïxen les persones majors de 60 anys amb un 27% de la població i dintre d'aquest grup, les dones on un terç superen aquesta edat.

## Economia
Els sectors més productius són el ramader i l'agrícola. El primer motor econòmic va ser el seu explotació minera del espato fluor, encara que des de finals dels vuitanta ja no té activitat. L'atractiu de la zona ha provocat l'aparició de segons habitatges, un exemple ho tenim en el nucli de L'Espasa on dels trenta-dos habitatges, només una està censada com habitatge principal, sent la resta habitatge secundari.

## Política
Al concejo de Caravia, des de 1979, el partit que més temps ha governat ha estat el PSOE (vegeu Llista d'alcaldes de Caravia). L'actual alcalde és el socialista Pablo García Pando, qui governa amb majoria absoluta des de 1999.
|      | PSOE | PP | IU-BA | Altres | Total |
| ---- | ---- | -- | ----- | ------ | ----- |
| 2003 | 4    | 3  | 0     | 0      | 7     |
| 2007 | 4    | 3  | 0     | 0      | 7     |